# Zielenienie cytrusów

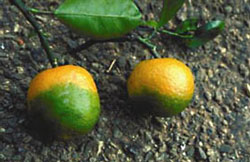
Owoce mandarynki chorego drzewa.

Zielenienie cytrusów, huanglongbing, HLB, choroba żółtego smoka – poważna, nieuleczalna choroba roślin cytrusowych.
Zielenienie cytrusów jest rozprzestrzeniane przez owady miodówki z gatunku Diaphorina citri (oraz Trioza erytreae w przypadku Candidatus Liberibacter africanus) zainfekowane Gram-ujemnymi bakteriami Candidatus Liberibacter asiaticus. W wyniku choroby porażane jest łyko i naczynia roślinne, które zatykają się i tym samym mocno ograniczają transport wody oraz składników odżywczych. Choroba rozprzestrzeniania jest m.in. poprzez  szczepienie i przemieszanie zainfekowanych roślin. Najbardziej narażone na zakażenie i chorobę są pomarańcze, jednocześnie jest ona niegroźna dla ludzi i innych zwierząt. Podobne schorzenia do schorzenia wywołanego przez Ca. L. asiaticus powodują również Ca. L. africanus i Ca. L. americanus.
Choroba może pozostawać bezobjawowa przez okres kilku miesięcy lub nawet lat. Jej wczesnymi objawami są żółknięcie liści, w tym żyłek liściowych i plamistość. Plamistość ta może być mylona z objawami niedoboru minerałów (cynku), zaś nieprawidłowe użyłkowanie z niedoborem boru. Na poziomie komórkowym przyczyną zaburzeń jest zakłócanie pracy chloroplastów poprzez nadmierną akumulację skrobi w liściach. Objaw ten może początkowo wystąpić na pojedynczym pędzie lub gałęzi, ale zwykle rozprzestrzenia się na całe drzewo w ciągu kilku lat. W przebiegu choroby pojawia się także karłowatość liści i ogólna redukcja listowia. Późniejsze objawy obejmują zamieranie gałązek i zmniejszoną produkcję owoców lub wytwarzanie owoców, które nie dojrzewają, pozostając zielone i nieforemne. Objawem są także owoce o barwie zielonej, niekształtne i kwaśne, które często przedwcześnie opadają, przez co są niezdatne do stosowania w przetwórstwie lub wprowadzania na rynek jako świeże. Większość zainfekowanych drzew obumiera w ciągu kilku lat.
Choroba pochodzi z Azji, gdzie jest szeroko rozpowszechniona, podobnie jak w Afryce i na Półwyspie Arabskim i została opisana w Chinach w 1919 r. W pierwszej połowie XX w. choroba rozprzestrzeniła się w Azji Południowo-Wschodniej, Indiach i Południowej Afryce, odpowiadając za zniszczenie wielu upraw cytrusów na świecie. W Brazylii, która produkuje najwięcej pomarańczy na świecie, chorobę zaobserwowano po raz pierwszy w 2004 r., a w 2023 r. zainfekowane Ca. L. americanus było tam 40% upraw. Na Florydzie wektor choroby (Diaphorina citri) po raz pierwszy zidentyfikowano w 1998 r., a w 2005 r. po raz pierwszy stwierdzono chorobę spowodowaną przez Ca. L. asiaticus. Efektem jej obecności był spadek produkcji owoców o 70% w ciągu 20 lat. Już w 2009 r. zsekwencjonowano genom odpowiedzialnej za chorobę bakterii Ca. L. asiaticus.